# 12931 Mario
12931 Mario este un asteroid din centura principală de asteroizi.

## Descriere
12931 Mario este un asteroid din centura principală de asteroizi. A fost descoperit pe 7 octombrie 1999 la Gnosca de Stefano Sposetti. El prezintă o orbită caracterizată de o semiaxă mare de 2,71 ua, o excentricitate de 0,01 și o înclinație de 3,4° în raport cu ecliptica.